# 井草幼稚園
井草幼稚園（いぐさようちえん）は、東京都杉並区善福寺一丁目にある私立幼稚園。
現在の園舎の一部は創立当時のまま耐震補強され国登録有形文化財に登録されている（2017《平成29》年登録）。

## 沿革
1933(昭和8)年創立。創立者は浄土宗僧侶・鈴木積善 (1895年〜1934年) 。
太平洋戦争末期の昭和19～21年は東京都の疎開措置としての幼稚園休止令により休園。その間は東京都立井草戦時託児所として一般に開放されたが空襲の激化により終戦を待たず閉鎖された。
終戦の翌年1946(昭和21)年4月に幼稚園として再開した。